# Авл Манлій Вульсон (консул 474 року до н. е.)
Авл Манлій Вульсон (лат. Aulus Manlius Vulso; близько 515 до н. е. — після 450 до н. е.) — політичний, державний і військовий діяч часів ранньої Римської республіки, консул 474 року до н. е.

## Життєпис
Походив з патриціанського роду Манліїв. Молодший син Гнея Манлія Цинцінната, консула 480 року до н. е. Про молоді роки відсутні відомості. 
У 474 році до н. е. його було обрано консулом разом з Луцієм Фурієм Медулліном. Під час каденції вів успішну війну проти етруського міста-держави Вейї, змусивши останні вести перемовини та укласти мирну угоду терміном на 40 років. За власний рахунок утримував військо впродовж кампанії. Після її завершення отримав від римського сенату право на овацію.
У 473 році до н. е. його було притягнуто до суду народним трибуном Гнеєм Генуцієм за нерозподіл земель поміж плебеями. Утім, в день початку судового засідання Генуцій раптово помер, тому судове переслідування припинилося.
У 454 році до н. е. патриції під тиском плебеїв змушені були погодитися з пропозицією народного трибуна Гая Терентілія Арси щодо складання законів. Для вивчення досвіду сенат відправив Вульсона разом з Сервієм Сульпіцієм Камеріном Корнутом та Спурієм Постумієм Альбом Регілленом до міст Великої Греції, а звідси до Афін.
Після повернення у 452 році до н. е. Вульсона було обрано до колегії децемвірів на 451 рік до н. е., потім його перебування було продовжено на 450 рік до н. е. Разом з колегами керував державою та брав участь у складанні Законів Дванадцяти таблиць. Незважаючи на відсутність в джерелах єдиної думки про преномен Авла Манлія, вважають, що консул і децемвір — одна і та ж особа. Хоча є певні протиріччя - дуже велика вікова різниця між ним і його сином. Можливо це син, внук його, а ще існував син Авла Манлія Вульсона, повний його тезка, що й був децемвіром 450-451 років до н. е.
Про подальшу долю Авла Манлія Вульсона з того часу нічого невідомо.

## Родина
- Авл Манлій Вульсон Капітолін, військовий трибун з консульською владою 405, 402, 397 років до н. е.